# Háromhuta
Háromhuta este un sat în districtul Sárospatak, județul Borsod-Abaúj-Zemplén, Ungaria, având o populație de 139 de locuitori (2011). 

## Demografie
Componența etnică a satului Háromhuta
     Maghiari (87,61%)
     Slovaci (12,39%)
Componența confesională a satului Háromhuta
     Romano-catolici (58,99%)
     Reformați (2,88%)
     Greco-catolici (2,16%)
     Necunoscută (35,97%)
Conform recensământului din 2011, satul Háromhuta avea 139 de locuitori. Din punct de vedere etnic, majoritatea locuitorilor (87,61%) erau maghiari, cu o minoritate de slovaci (12,39%).  Din punct de vedere confesional, majoritatea locuitorilor (58,99%) erau romano-catolici, existând și minorități de reformați (2,88%) și greco-catolici (2,16%). Pentru 35,97% din locuitori nu este cunoscută apartenența confesională.